# 제19회 부산독립영화제
제19회 부산독립영화제는 2017년 11월 23일에 열린 시상식이다.

## 수상 및 후보

### 대상
- 뿔을 가진 소년 - 김휘근 수상

### 심사위원 특별상
- 집 속의 집 속의 집 - 전찬영 수상
- 시월의 장마 - 이기남 수상

### 연기상
- 이,기적인 남자 - 박호산 수상
- 시월의 장마 - 유유진 수상

### 기술창의상
- 동화 - 조왕섭 수상

### 내 마음의 영화상
- 이,기적인 남자 - 김재식 수상

### 메이드 인 부산
- 두환이 - 김종한
- 부귀영화 - 조다빈
- 이삿날 - 박홍준
- 스틸라이프 - 김정현
- 나는 보았다 - 김민근
- 집 속의 집 속의 집 - 전찬영
- 두 사람 - 이수진
- 오래된 바다 - 강병준
- 한수탕 - 박상균
- 익명자들 - 변재규
- 열어줄래요 - 김동영
- 9월 - 신나리
- 재능있는 광진씨 - 박장운
- 시월의 장마 - 이기남
- 불면증 - 황지선
- 로타리 - 우윤식
- 동화 - 손일성
- 이,기적인 남자 - 김재식
- 뿔을 가진 소년 - 김휘근

### 딥포커스
- 회오리 바람 - 장건재
- 잠 못 드는 밤 - 장건재
- 한여름의 판타지아 - 장건재
- 학교 다녀왔습니다 - 장건재
- 진혼곡 - 장건재
- 하드보일드 초콜릿 스타일 - 장건재
- 싸움에 들게 하지 마소서 - 장건재
- 꿈속에서 - 장건재

### 부산독립장편영화
- 소성리 - 박배일
- 헤이는 - 최용석
- 그럼에도 불구하고 - 김영조
- 홈 - 김종우
- 프란시스의 밀실 - 김결
- 일광욕 - 최정문
- 해변의 캐리어 - 김수정
- 추운 여름 - 배연희

### 한국독립영화제 연대 초청
- 오늘의 자리 - 허지은
- 뼈 - 최진영
- 순환소수 - 정승오
- 성지순례 - 변성진
- 혜영 - 김용삼
- 무저갱 - 김지현
- 도돌이 언덕에 난기류 - 정재훈
- 베스트컷 - 최진
- 당신도 주성치를 좋아하시나요? - 강동완
- 라이츄의 입시지옥 - 김현
- 종달리 - 한동혁
- 일 - 박수현
- 트러스트폴 - 이소정 외 1명
- 심심 - 김승희
- X에 대하여 - 권오연
- 나만 없는 집 - 김현정
- 나와 당신 - 박규리